# Stainless Night
Stainless Night (яп. ステンレスナイト, укр. Нержавіюча ніч) — порнографічне аніме з елементами юрі та футанарі режисера Рюноске Отонасі (дизайн персонажів — Iria - Zeiram the Animationi) 1995 р., що складається з двох епізодів. Продюсер — Kitty Media, ліцензоване і поширене Kitty Media, підрозділом Media Blasters Аніме адаптоване від ероманги з однойменною назвою.

## Сюжет

### Частина 1
Протягом 10 років Лінеар спала у капсулі. Коли вона прокинулася, то не могла згадати своє минуле. Єдине, що вона пам'ятала, було її ім'я.
Наступного дня, дві жінки, Саяка і Міцузу, збиралися до невеликого дослідницького центру, щоб піти у відпустку. Після того як вони зібрали всі речі, то планували купатися, але в Міцузу є плани на Саяку. Міцузу займалася любов'ю з Саякою в плавальному басейні у гардеробній, проте, коли вони робили це, то були грубо перервані Акі, іншою подругою Міцузу.
У ту ніч собака Саяки щось почула зовні. Жінки знайшли Лінеар і взяли її в дослідницький центр. У цьому несвідомому стані у неї були кошмари про людей, які експериментували з нею. Коли вона опритомніла, то сказала Саяці і Місузу, хто вона і що вона не пам'яталє.
Після пікніку в ту ніч Лінеао раптом раптом відчула сексуальні потреби і використала Саяку, щоб задовольнити їх, називаючи Саяку своїм господарем. Саяка з'ясувала, що Лінеар може займатися любов'ю як з чоловіками, так і жінками (футанарі).

### Частина 2
Саяка прокинулася від сну та згадала, що було між нею і Лінеар. Вона спустилася по сходах і знаходить Місузу і Лінеар. Пізніше Місузу виявляє Акі, що висить на дереві, вона все ще жива, але знепритомніла. Лінеар і Саяка зупинилися в дослідницькому центрі. Їх знаходить кіборг, який полює на Лінеар. Коли бій закінчився, вона залишила Саяку в пошуках свого господаря.